# ファイヤープロレスリングD
『ファイヤープロレスリングD』は、2001年3月1日にスパイク株式会社より販売されたドリームキャスト用ソフト。

## 概要
PlayStation版ファイヤープロレスリングGのシステムを土台に様々な新動作を追加。試合に参加出来る最大同時人数が8人まで拡大された。
女子選手が本作からデフォルトで収録されるようになった。
グラウンドでの組みの概念を導入。マウントポジション、がぶりポジション、バックマウントポジションの体制からの攻防の要素が追加された。
リングの対角線を走りコーナーをステップに三角飛び式で放つ飛び技が使用可能になった。
ロープを挟んでエプロンに立つ相手への組み付きの要素が追加され、エプロンから場外に投げ落とす「奈落技（断崖技）」が使用可能になった。
場外に降りリング下からイスなどの凶器を調達出来るようになった。
単独モードであった「デスマッチ」と「グルーサムファイティング」が「ワンナイトマッチ」の項に統合された。デスマッチ用特設リングは従来の「金網爆破」と「時限爆破」に加え、コーナーに凶器ボードが設置された「有針鉄線」と「蛍光灯」の中から選択出来るようになった 。
レスラーの特殊スキルが増加。ファイヤープロレスリングGで追加された基本8種類のスキルを最大3種類まで同時に持つ物で、ピンチになるとクリティカル率を上げ、ピンチ時の基本攻撃力も増加し、パフォーマンス後の技の威力が上昇する「闘魂」などが追加された。
ネットワークモードを搭載し、エディットレスラーを用いた通信対戦や、新技のダウンロード配信が行われていた。

## モード
- ワンナイトマッチ
- ワンナイトトーナメント
- オープンリーグ
- イリミネーションマッチ
- バトルロイヤル

出場選手が設定された時間が経過後リングインして来る「時間差」ルールが追加された。
- ヴィクトリーロード改
- エディットモード
- ネットワークモード
- タイトルマッチ

プレイヤーがエディットしたベルトを賭けた戦い。旧作までの隠しモードとは異る。
- オプション

## ネットワーク
ドリームキャストのインターネット接続機能を活用し以下のサービスが展開されていた。
- 新技ダウンロード

「ファイプロ外伝 ブレイジングトルネード」に収録されていた技などが配信された。
- エディットレスラー対戦

エディットレスラーをアップロードすると、他のプレイヤーがアップロードしたレスラーと対戦可能になる。対戦はプレイヤーがアクション操作を行わないCPUロジック対戦のみ。
いずれも現在はサービスを終了している。

## 関連書籍
- ドリームキャスト必勝法スペシャル『ファイヤープロレスリングD ベーシックファイル』2001年、ケイブンシャ ISBN 4-7669-3770-8
- ドリームキャスト必勝法スペシャル『ファイヤープロレスリングD ディープファイル』2001年、ケイブンシャ ISBN 4-7669-3771-6

## 補足
制作販売元がスパイクになった為、リング上などに描かれていた「HWA」（Human Wrestling Alliance ヒューマン・レスリング・アライアンス及び Human Wrestling Association ヒューマン レスリング アソシェーションの略）のロゴが「SWA」（Spike Wrestling Alliance スパイク・レスリング・アライアンス及び Spike Wrestling Association スパイク レスリング アソシエーション）に変更された。
尚、ゲーム内における「HWA」（ゲーム内における個々の団体とレスリングアライアンスの関係）の設定が正式に発表されたのはスーパーファイヤープロレスリングXの時である。